# تلخآب سفلی بیدک
تلخآب سفلی بیدک، روستایی از توابع بخش بوستان شهرستان باشت در استان کهگیلویه و بویراحمد ایران است.

## جمعیت
این روستا در دهستان کوهمره خامی قرار دارد و براساس سرشماری مرکز آمار ایران در سال ۱۳۸۵، جمعیت آن ۱۹۸ نفر (۴۲خانوار) بوده‌است.